# Acanthogonatus notatus
Acanthogonatus notatus är en spindelart som först beskrevs av Cândido Firmino de Mello-Leitão 1940. 
Acanthogonatus notatus ingår i släktet Acanthogonatus och familjen Nemesiidae. Inga underarter finns listade i Catalogue of Life.